# Небилів (колонія)
Една-Стар колонія, також відома як Небилів (колонія) або український блок поселення є найбільшим та найстарішим із поселень українців Канади. Поселення розташоване на схід від Едмонтону в центрально-східній частині провінції Альберта, Канади. Межі поселення включають в себе всі або частину декількох муніципальних районів № 12 та № 10.

## Фон
Блок поселення — це тип сільського етнічного анклаву, що розповсюджений у Західній Канаді. Створення цього блоку в 1891 році було викликано початком масштабної української іміграції в Канаду. Регіон був описаний як важливий для української канадської культури як Акадіана для таких відомих пам'яток, як Луїзіана.

## Створення та розвиток

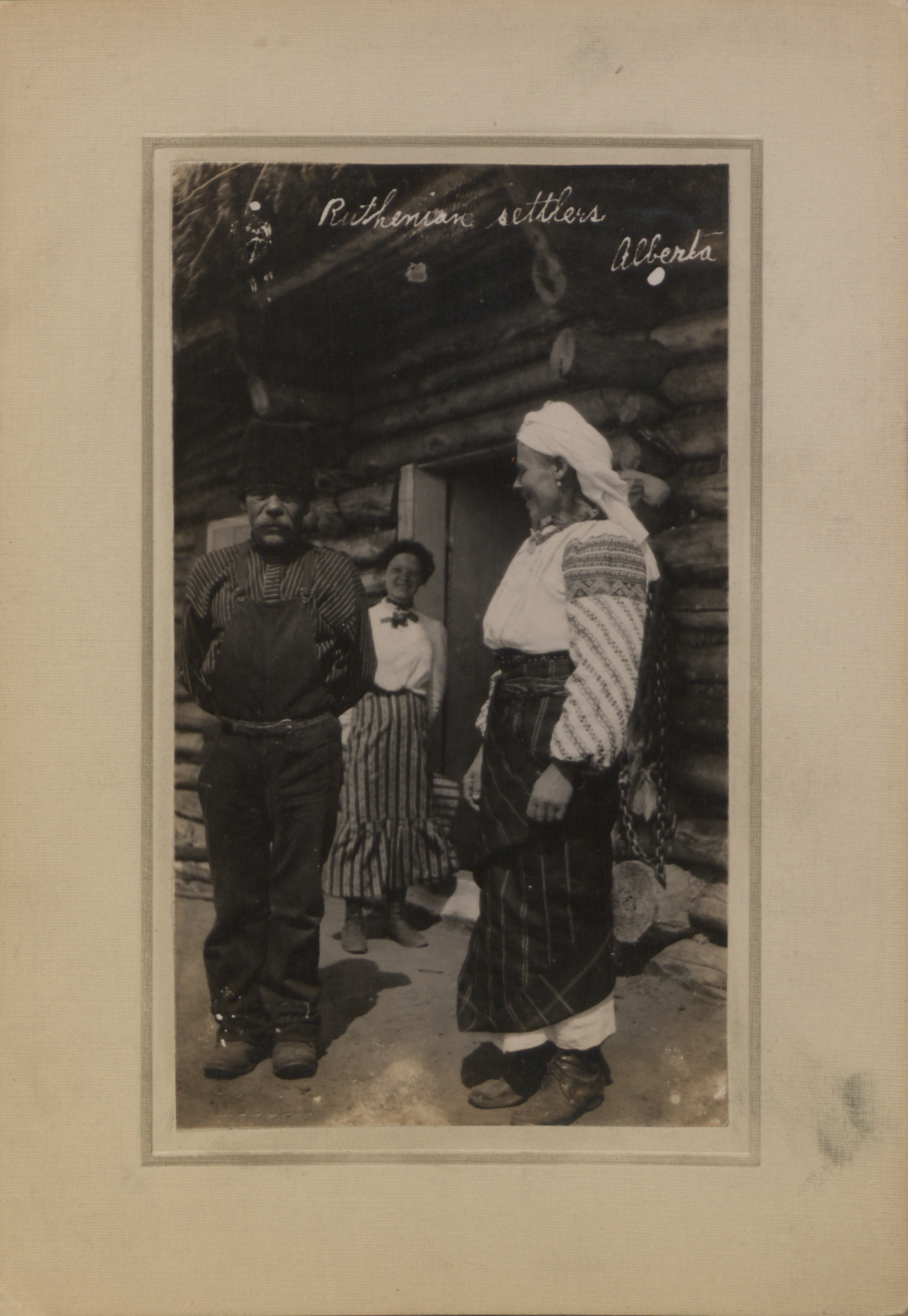
Фотографія 1911 «Руських [українських] поселенців у Альберті». Літня пара попереду (частково) у національному костюмі. Чоловік має «козацькі вуса» і одягнений у кучму (хутряна шапка), жінка має пояс (стрічка) над сорочкою вишиванкою (вишита блузка) і плетеною спідницею. Хата (котедж) виконана в стилі народного брусу та має солом'яний дах.

Колонія була заснована групою українських переселенців, яку очолював Іван Пилипів у 1891 році (хоча він сам ще не переїхав остаточно до наступного року).  Перша Пилипова ферма знаходилася біля сучасного села Зоря в провінції Альберта, а потім називалася Една. А ім'я Една-Стар ретроспективно застосовувалося до всієї області. Більшість перших поселенців були з рідного селища Івана Пилипіва - Небиліва, а територію іноді називали колонією Небилів на його честь, хоча пізніше переселенці прибували і з інших районів західної (Австрійської) України, а саме з провінцій (Австрійської) України - Галичини та Буковини.
Розташування нового поселення було вибрано частково  через існуюче галицько-німецьке поселення поблизу  Джозефбургу. Українці в Галичині працювали із своїми німецькими сусідами у «Старій країні», і багато хто говорив німецькою. Для нових поселенців також було надзвичайно важливим місце заробітку до того часу, поки ферма не стане продуктивною, і німці були вигідні для співпраці. Іншою першочерговою проблемою поселенців було забезпечення лісоматеріалами.  У цій частині Альберти переважає осиковий лісостеп, відносно густо-лісиста місцевість у порівнянні з преріями на півдні. На здивування (а часом і обурення канадських властей), українці були готові жертвувати часом і прикладати великі зусилля, щоб очистити землю, і навіть удобрювати землі з низькою якістю ґрунту, щоб забезпечити родючість землі. Це пояснюється тим, що на західній Україні існував дефіцит деревини і селяни залежали від пана (господаря) за дорогий товар, який використовується для виготовлення різноманітних інструментів та будівель. У Канаді можна було безкоштовно отримувати 160 акрів (65 гектар) лісових (або прерійних) земель за законодавством Домініон Землі.
До 1914 року зона українського поселення розкинулася на 110 кілометрів (68 миль) від Една-Стар на Заході до Слави на сході та приблизно 70 кілометрів від озера Смоки на півночі до околиць Мандер і Вегревіль на півдні.
Багато хто з не-українських емігрантів до цієї місцевості також прийшли з  австрійського королівства з Галичини і Буковини, де також проживали  українці. До них належать поляки, румуни, німці та євреї. 

## Останні демографії
Сьогодні цей район відомий як «Калина» Кантрі (Країна) екомузей, який зберігає і демонструє українську культуру Канади. Він також є домом для села україно-канадської культурної спадщини, де розташовано перші будівлі з усього регіону.
У свій час у межах цих поселень проживало до 80 % населення українського походження.[джерело?] Однак внутрішня міграція в Канаді змінила цю модель. Також, оскільки статистичне управління Канади дозволило людям заявляти, що «канадець» як етнічного походження тільки з 2001 року, цифри не можна порівняти до і після цієї дати.
За даними перепису 2006 року, в провінції Альберта  в муніципальному районі № 10 проживало 6 700 чоловік, які стверджували, що вони лише українського походження (найбільша етнічна група, крім «канадців») і 17 130 чоловік, які стверджували, що вони мають часткове українське походження із загального населення 85 155 жителів. Тобто близько 20 % населення були українцями. В муніципальному районі № 12 проживало  3 575 людей, які стверджували, що вони українці за походженням і 11 220 чоловік, що частково українського походження з 59 305 населення. Тобто близько 19 % населення були українцями.
Статистичні дані про етнічне походження на жаль не доступні для багатьох муніципалітетів з найбільш концентрованим проживанням українців, тому що статистична служба Канада не публікує цю інформацію для громад з населенням менш як 5 000 жителів з причин конфіденційності. Сільсько-міська міграція (урбанізація) скоротила чисельність округу Ламонт, графства Торхільд, графства Ту Хілл № 21 та округу Мінбурн № 27 нижче цього порогу. 
В округах, для яких існує статистика, де найвища питома вага від загального числа респондентів, ймовірно, українського походження, це округи Сент-Пол, № 19 (26 %), округ Осетржоу (18 %), округ Бівер (16 %), муніципальний район Боннівілль № 87 (17 %), і округ Верміліон (16 %).
За винятком українців, іншими найбільшими національними групами у цьому регіоні є французькі (особливо біля Боннівілля та Сент-Пола), німецькі (особливо біля Йозеффбурга), індіанські та метисів з меншою кількістю англійської, шотландської та ірландської мов, а також деякі румунські, польські, російські, єврейські і норвезькі.
У трьох найбільших містах регіону частка населення, яка стверджує, що має українське походження: Веґревіль — 44 %, (5,720) Сент-Пол — 31 % і Боннівілль — 18 %. Інші міста та села, які, як вважається, мають велику кіькість українців, включають Мирнам, Віллінгдон, Ламонт, Мандер, Ендрю, Чипман, а також численні хутори та сільські громади.